# Vanpool
Vanpool är ett japanskt företag som bland annat utvecklat datorspelen Freshly-Picked Tingle's Rosy Rupeelan och Tingle's Balloon Fight till Nintendo DS och Mario & Luigi: Superstar Saga till Game Boy Advance.